# Lukáš Kristejn
Lukáš Kristejn, né le 17 février 1989 à Lehtorad, est un biathlète tchèque.

## Carrière
Ses deux frères sont aussi biathlètes, notamment David, actif au niveau international.
Licencié au club SKP Kornspitz jablonec, il fait ses débuts internationaux dans la Coupe d'Europe junior en 2007.
Aux Championnats du monde de biathlon d'été chez les juniors, il remporte la médaille d'or dans la catégorie cross-country en sprint.
Il est sélectionné en Coupe du monde pour ses débuts en 2012 à Kontiolahti (56e du sprint) et obtient son meilleur résultat en 2014 avec une 42e place à Kontiolahti.
Il obtient son meilleur résultat dans le circuit secondaire de l'IBU Cup en fin d'année 2015, avec une quatrième place à Racines. Il doit ensuite compiser avec des problèmes de santé et pense mettre un terme à sa carrière. Il fait son retour dans la Coupe du monde lors de la saison suivante à Nove Mesto.
Aux Championnats du monde de biathlon d'été 2016, il obtient son meilleur résultat avec une médaille d'argent au sprint derrière Martin Otčenáš.
Il continue sa carrière jusqu'en 2018, où il obtient quelques résultats dans le top dix en IBU Cup. Il a aussi pris part à des compétitions nationales de triathlon d'hiver et de duathlon.
Il a été le mari d'Eva Puskarčíková entre 2019 et 2020.

## Palmarès

### Championnats du monde de biathlon d'été
Médaille d'argent du sprint en 2016.